# Mount Myra
Mount Myra är ett berg i Kanada.   Det ligger i provinsen British Columbia, i den sydvästra delen av landet, 3 700 km väster om huvudstaden Ottawa. Toppen på Mount Myra är 1 803 meter över havet, eller 780 meter över den omgivande terrängen. Bredden vid basen är 21,2 km.
Terrängen runt Mount Myra är bergig åt nordost, men åt sydväst är den kuperad.Runt Mount Myra är det mycket glesbefolkat, med 2 invånare per kvadratkilometer.. Det finns inga samhällen i närheten. 
I omgivningarna runt Mount Myra växer i huvudsak barrskog.